# Рынок Цукидзи
Рыбный рынок Цуки́дзи (яп. 築地市場 Цукидзи сидзё:) — был одним из крупнейших оптовых рынков рыбы и морепродуктов (рыбный рынок), хотя здесь можно было найти и любые другие продукты. Рынок находился в центральной части Токио, в историческом районе Цукидзи, и являлся одной из главных достопримечательностей для иностранных туристов. На рынке продавалось более 2 тыс. тонн рыбы и морепродуктов в день. 

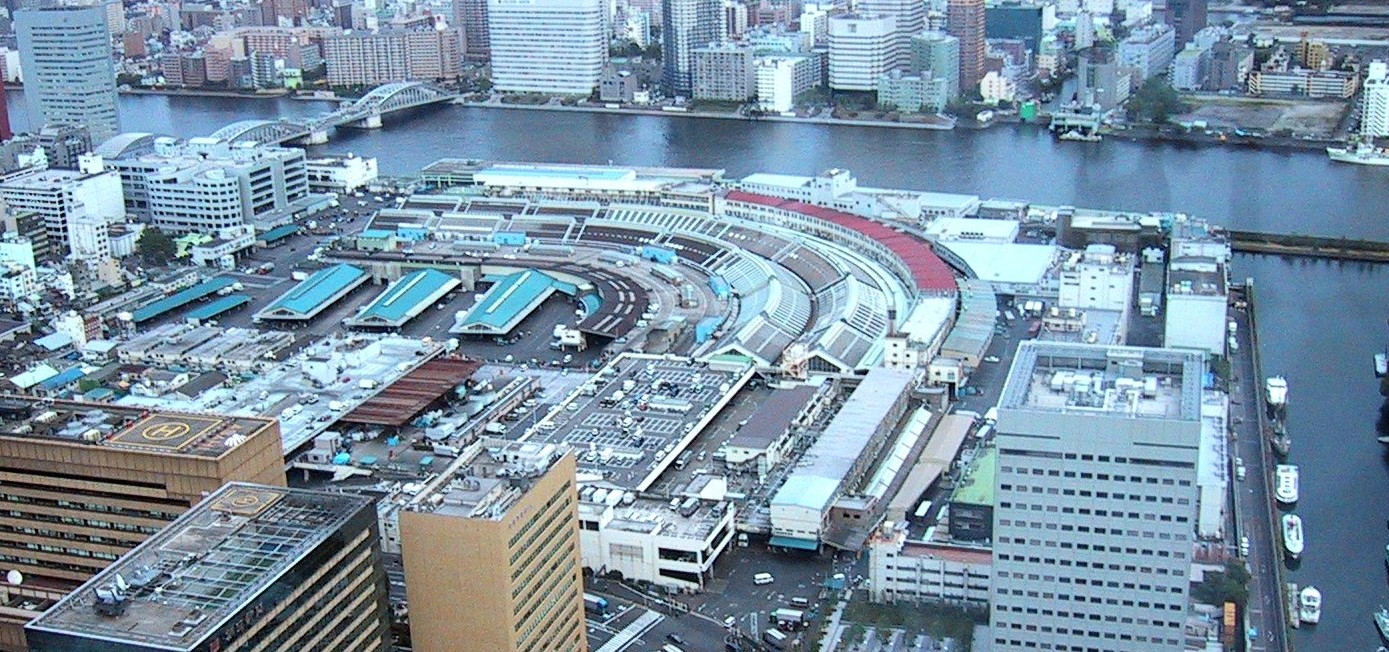
Панорама рынка Цукидзи

6 октября 2018 года рынок Цукидзи был закрыт, и торговля переместилось на новый рынок Тоёсу, расположенный примерно в 2,5 километрах от старого местоположения.

## Описание

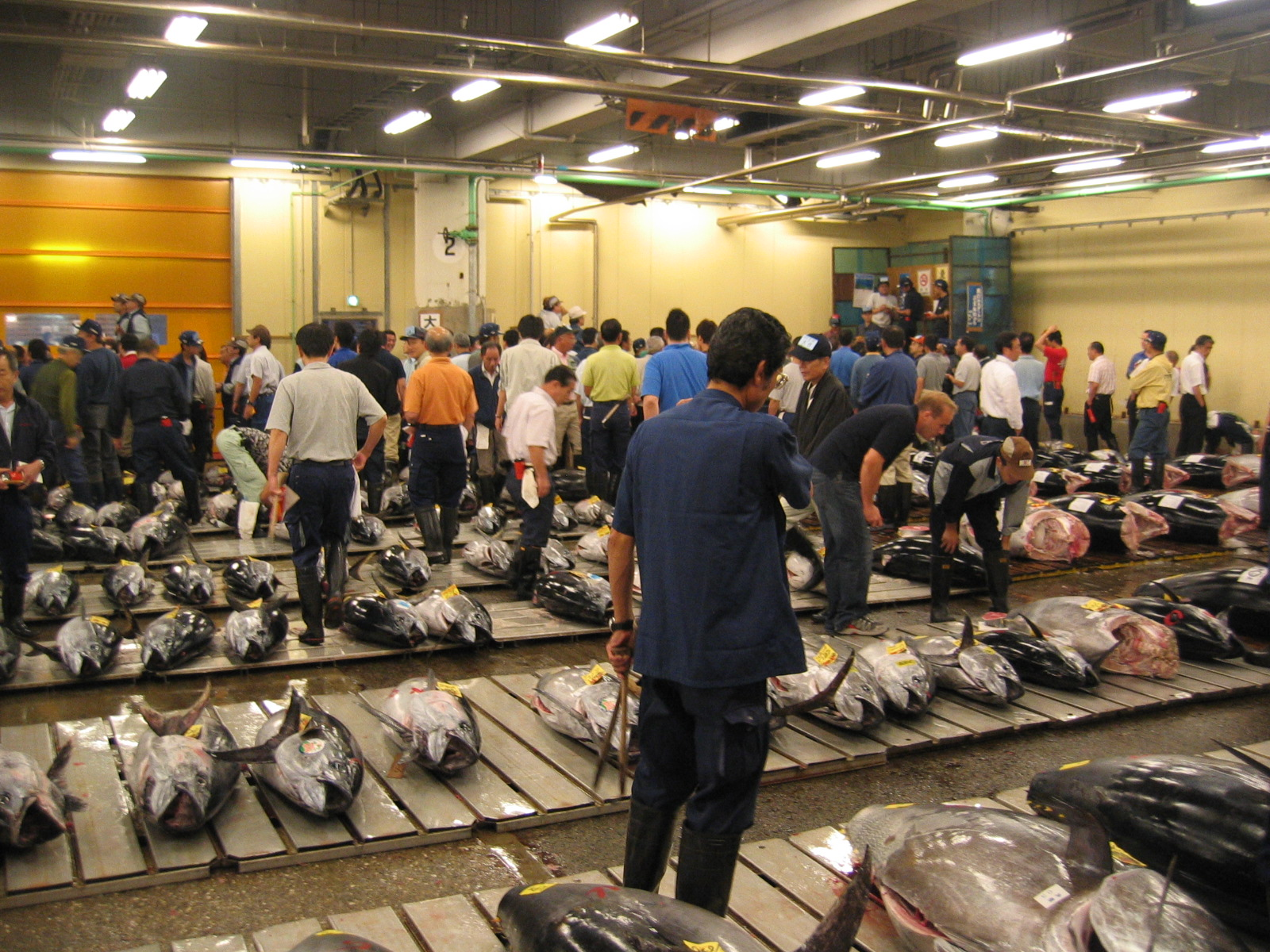
Окончание торгов свежим тунцом.

Токийский городской оптовый рынок, больше известный как рыбный рынок Цукидзи расположен рядом со станциями Цукидзисидзё и Цукидзи метрополитена города Токио. 
Рынок состоит из двух отдельных секций. Так называемый «внутренний рынок» (яп. 場内 市場 дзё:най сидзё:) является лицензированным оптовым рынком, где проводятся торги и проходит переработка рыбопродуктов, расположены лотки приблизительно 900 лицензированных торговцев. Внутренний рынок по сумме торгового оборота морских продуктов занимал первое место в мире. Площадь внутреннего рынка — 23 гектара, ежедневно здесь продавалось и покупалось около 2000 тонн даров моря и 1200 тонн овощей и фруктов. В день рынок посещало более 400 тысяч человек. 

На «внешнем рынке» (яп. 場外 市場 дзё:гай сидзё:) можно встретить как оптовые, так и розничные магазины, которые продают японские кухонные принадлежности, готовые ресторанные продукты, продовольственные товары, и морепродукты. Также здесь расположено большое количество ресторанов, в особенности, специализирующиеся на изготовлении суши. Большинство магазинов на внешнем рынке закрывается ещё до полудня, а на внутреннем даже раньше.

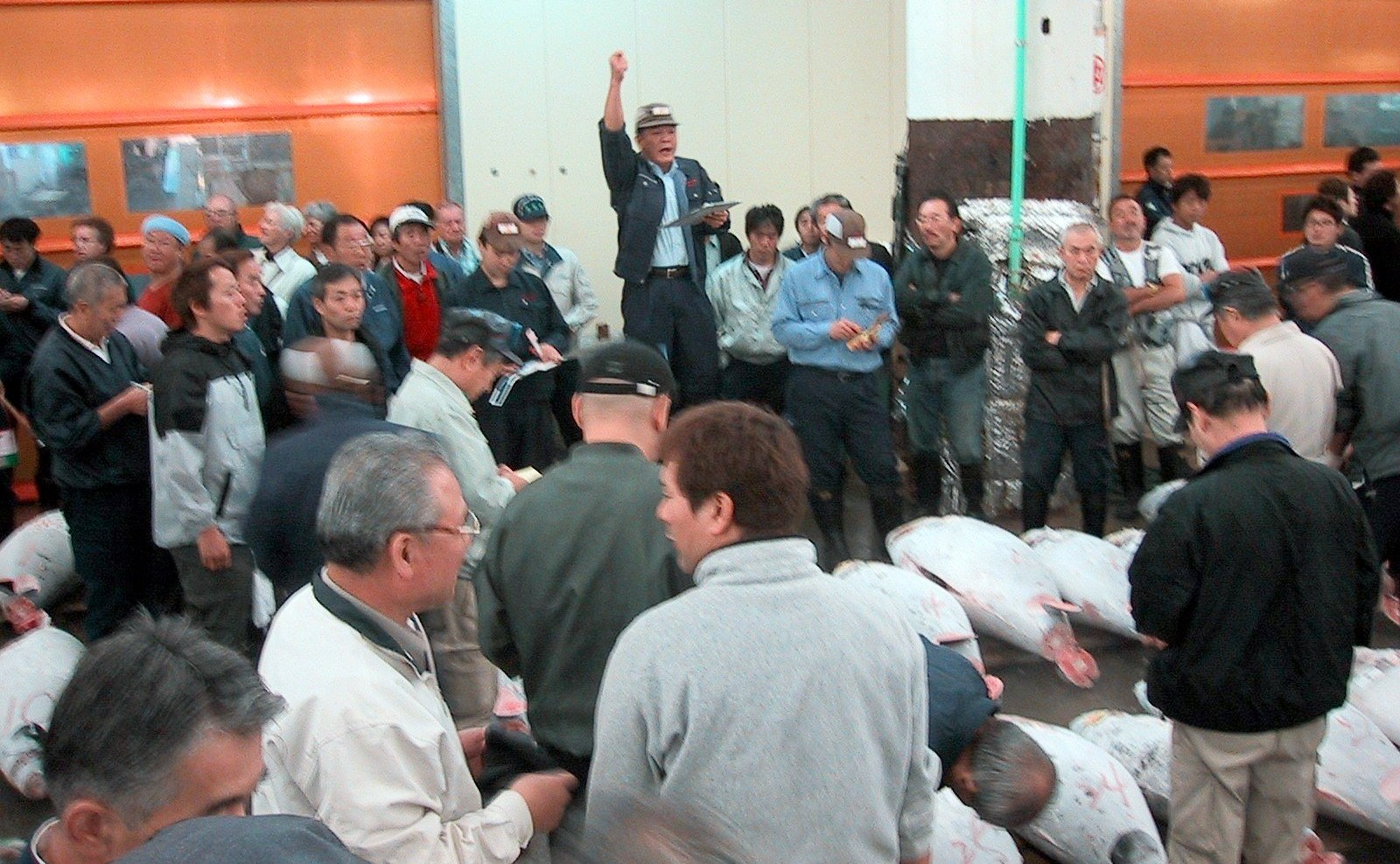
Торги тунцом на рынке Цукидзи

На рынке можно найти более 400 различных видов морепродуктов, от мелких сардин до 300-килограммовых тунцов, от дешёвых морских водорослей до дорогой рыбной икры. Около 700 тыс. метрических тонн морепродуктов проходит через прилавки трёх рыбных рынков в Токио, что в денежном эквиваленте достигает 600 млрд иен (приблизительно 5,5 млрд долларов). Непосредственно, через рынок Цукидзи проходит свыше 2 тыс. метрических тонн морепродуктов в день. 
Количество зарегистрированных работников колеблется в промежутке от 60 до 65 тыс. человек, куда входят оптовые торговцы, бухгалтеры, аукционисты, представители компаний и дистрибьюторы.

## Работа рынка

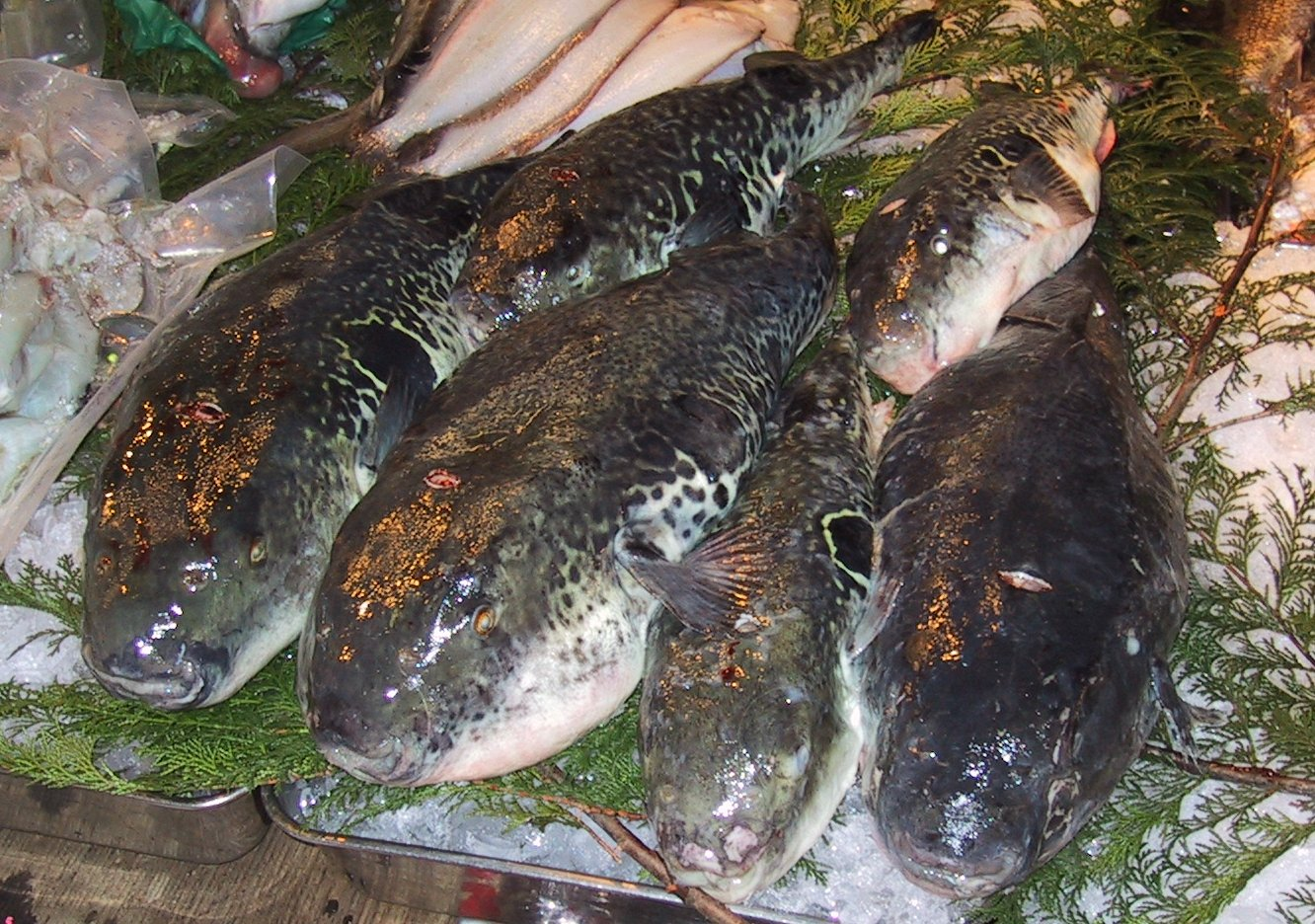
Лоток с рыбой фугу

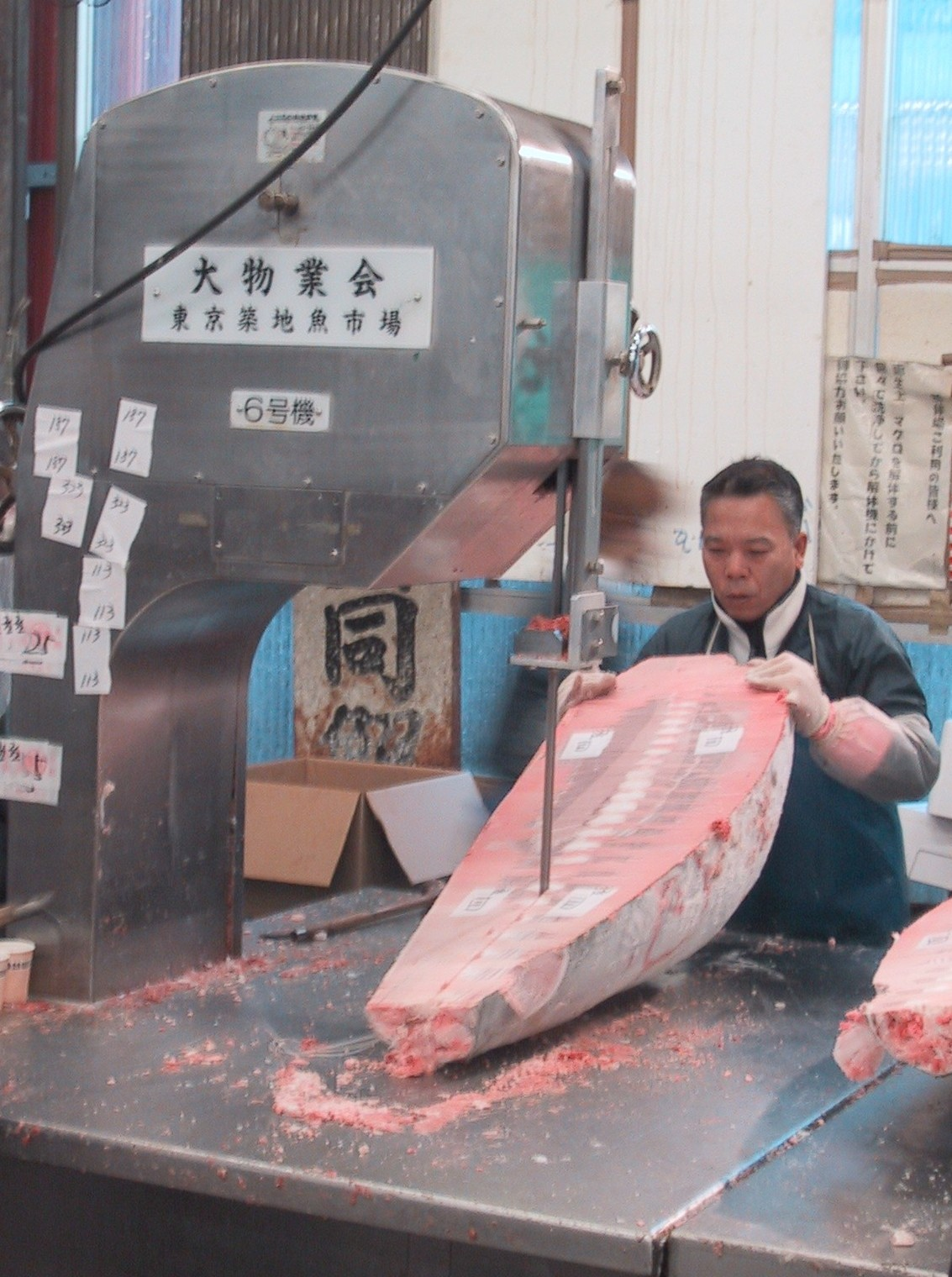
Разделывание тунца пилой

Рынок Цукидзи открыт практически каждое утро, кроме воскресных дней, праздников и редких дней с перерывом на приём товара, который начинается в 3:00 часа утра. Особенно впечатляющим моментом является разгрузка замороженного тунца. После разгрузки аукционные дома (оптовики по-японски называются 卸売業者 оросиури гё: ся) проводят оценку стоимости и подготавливают поступивший товар к аукциону. Покупатели (только те, кто имеет лицензию на участие) также оценивают партии рыбы для того, чтобы знать за какую именно они будут бороться на торгах и какую цену готовы заплатить.
Торги начинаются около 5:00 утра. В число покупателей могут входить оптовики-посредники (仲卸業者 накаороси гё: ся), то есть те, кто продает товар на том же рынке, а также покупатели товара для ресторанов, компаний производства продуктов питания, и крупные розничные торговцы.
Торги обычно заканчиваются около 7:00 утра. После чего купленная рыба либо грузится на суда для доставки её к следующему пункту следования, либо на маленьких тележках развозится по многочисленным магазинчикам внутри самого рынка. Их владельцы подготавливают и разделывают рыбу для последующей розничной продажи. Разделка крупной рыбы, как тунец или рыба-меч, происходит с особой тщательностью. Например, тунец режется большой ленточной пилой, а уже отрезанные части — очень длинным ножом (иногда до 1 метра длины), который называется ороси хотё, хантё хотё или магуро-ботё.
Наибольшая активность на рынке обычно с 5:00 до 8:00 утра, и потом она значительно снижается. Большинство лавок и магазинов закрывается к 11:00, а сам рынок в 13:00 дня. Туристы могут посетить рынок ежедневно с 5:00 до 6:15 утра, и понаблюдать за работой рынка и всеми операциями со специально отведённой площадки.
За соблюдением закона о чистоте пищи следят инспекторы из Токийского городского правительства.

## История

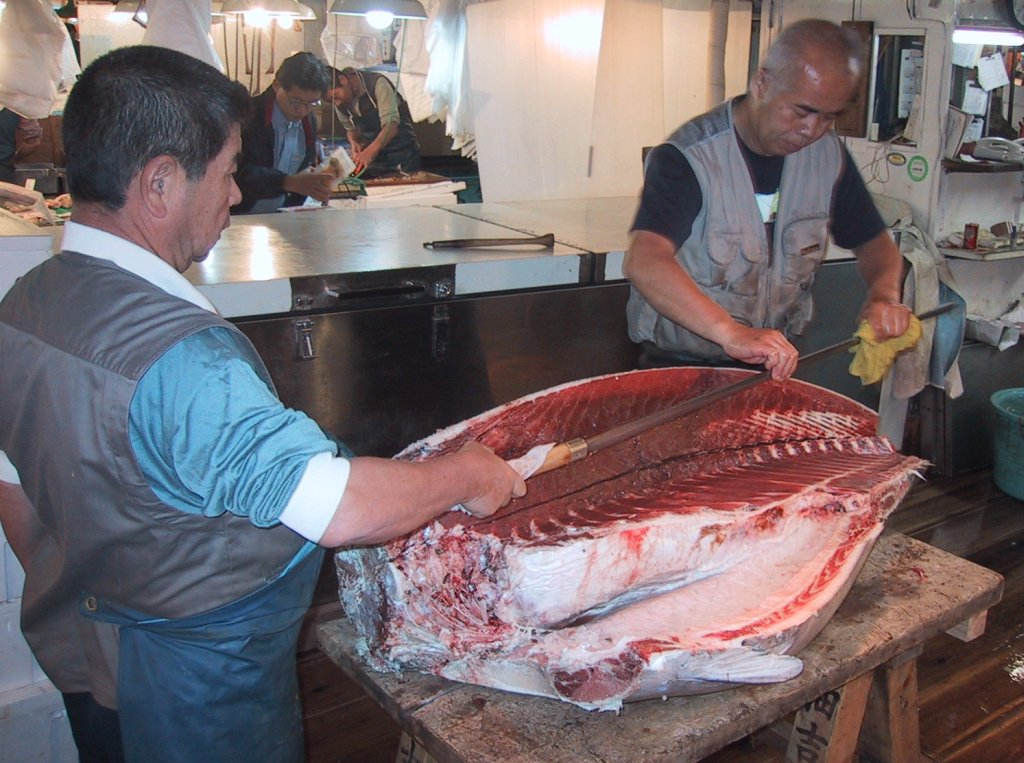
Разделка тунца на рынке Цукидзи

Первый рынок в Токио был основан Токугавой Иэясу во времена периода Эдо для обеспечения провизией крепости Эдо (так назывался Токио до 1870-х), пригласившим для этой цели рыбаков из Осаки. Рыба, которая оставалась лишней, продавалась неподалёку от моста Нихонбаси на рынке под названием «уогаси» (魚河岸, «рыбный причал») — одним из многих специализированных рынков, который был соединён каналами с Эдо (современный Токио).
В августе 1918 года, во время так называемых рисовых бунтов, когда более сотни городов и городков протестовали против нехватки еды и спекулятивной деятельности оптовиков, японский парламент был вынужден обустроить новые заведения для торговли продуктами, особенно это коснулось больших городов. 
Центральный оптовый рынок был основан в марте 1923 года. 
Великое землетрясение 1 сентября 1923 года практически полностью уничтожило центральную часть Токио вместе с рынком близ Нихонбаси. Впоследствии, рынок был перенесён в район Цукидзи и по окончании сооружения современной инфраструктуры был завершён в 1935 году и начал функционировать на базе Центрального оптового рынка, одновременно с рынками в районах Кото и Канда. 
Сейчас токийская система оптовых рынков включает в себя более дюжины крупных рынков и их филиалов, торгующих морепродуктами, мясом и т. д.